# Armadillidium maniatum
Armadillidium maniatum is een pissebed uit de familie Armadillidiidae. De wetenschappelijke naam van de soort is voor het eerst geldig gepubliceerd in 2006 door Schmalfuss.